# Luis José Pereira Arguibel
Luis José Pereira y Arguibel (Buenos Aires, 21 de junio de 1792 - Santiago, 2 de mayo de 1842) fue un político y militar chileno.

## Vida
Fue hijo de Bautista Leonardo  Pereira de Castro y Viana y Mauricia de Arguibel y López-Cossio. Se casó con Manuela de Andía y Varela y Morandé, al enviudar, casó en segundas nupcias con Rosario Pérez-Cotapos de la Lastra , con ambas tuvo descendencia, entre ellos se cuenta a Luis Pereira Cotapos.

## Carrera militar
Se inició en la carrera de las armas en su ciudad natal, como defensor de Buenos Aires de la invasión inglesa. Fue uno de los primeros oficiales en incorporarse  al destacado regimiento  Los Granaderos a Caballo, organizado por San Martín. Combatió  a las órdenes del general Rondeau y Manuel Belgrano, en la independencia de Argentina. En 1815 era capitán de Granaderos y José de San Martín lo comprometió para enrolarse en el Ejército de los Andes.
Combatió en la Batalla de Chacabuco (1817), donde fue herido de bayoneta. Después peleó en la Batalla de Cancha Rayada y Maipú (1818) a las órdenes de Bernardo O’Higgins. Recibe el cordón de oro de parte del gobierno argentino y la distinción del Congreso Nacional de "heroico defensor de la patria" por su brillante actuación en el campo de batalla.
Recibió, también, la Cruz de la Legión al Mérito de parte del nuevo gobierno chileno, asentándose en este país.
Ascendido a coronel en 1822. Durante la administración de O’Higgins se le encomendó la organización del regimiento de Cazadores a caballo de 2 escuadrones (800 hombres) y de la Guardia de Honor (1.200 efectivos) y por más de 4 años conservó el mando de ambos cuerpos.
Tuvo a su cargo la instrucción de los reclutas del ejército destinado a la Expedición Libertadora del Perú. En 1825 acompañó a Ramón Freire en sus dos expediciones a Chiloé y asistió como uno de los jefes de la campaña en la rendición de Bellavista.
Se retiró por un tiempo del  ejército y se dedicó a cultivar una hacienda de su familia. En 1831 es llamado por el gobierno de Prieto a organizar la Academia militar, fue su Director hasta 1838. Sus brillantes cualidades dejaron  esta institución en un gran pie  y, contribuyó a la formación de los principales cuerpos militares que actuaron en la campaña de Yungay

## Carrera política
Ministro de la Corte Marcial. Secretario del Ministerio de Guerra y Marina (1833), fue elegido Diputado por San Carlos y Chillán en 1837-1840, integrando en este período la Comisión permanente de Guerra y Marina.
Se retiró a la vida privada y vivió en la capital, donde falleció tempranamente en 1842 a los 49 años.